# Dyer (Arkansas)
Dyer – miasto w Stanach Zjednoczonych, w stanie Arkansas, w hrabstwie Crawford.